# Eleccions generals d'Angola de 1992
Les eleccions generals van tenir lloc a Angola el 29 i 30 de setembre de 1992 per elegir al President i a l'Assemblea Nacional, el primer cop que se celebraven eleccions multipartidistes en el país. Es van convocar després de la signatura dels acords de Bicesse el 31 de maig de 1991 per tal d'aturar la Guerra Civil angolesa iniciada feia 17 anys. La participació va ser del 91,3% a les eleccions parlamentàries i del 91,2% per a les eleccions presidencials.
El govermental MPLA va guanyar les dues eleccions, però els vuit partits de l'oposició, en particular UNITA, van rebutjar els resultats titllant-los de fraudulents. Un observador oficial va escriure que hi havia poca supervisió de l'ONU, que 500.000 electors d'UNITA van ser privats dels seus drets i que hi havia 100 centres de votació clandestins. UNITA va enviar negociadors a la capital, però alhora es preparava per reprendre la guerra civil. Com a conseqüència, les hostilitats van esclatar a Luanda i immediatament es van estendre a altres parts del país. Algunes desenes de milers membres o partidaris d'UNITA van ser assassinats a tot el país per les forces del MPLA en pocs dies, en el que es coneix com a massacre de Halloween.

## Antecedents

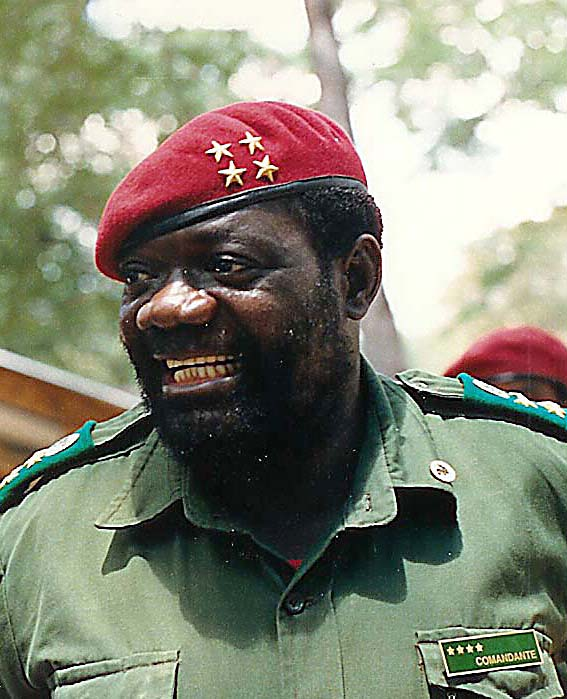
Jonas Savimbi, líder d'UNITA, el principal partit de l'oposició.

Angola va ser una colònia de Portugal durant més de 400 anys des del segle xv. La demanda per la independència d'Angola va prendre impuls durant la dècada de 1950. Els protagonistes principals foren el Moviment Popular per a l'Alliberament d'Angola (MPLA), fundat el 1956, el Front Nacional d'Alliberament d'Angola (FNLA), que va aparèixer el 1961, i la Unió Nacional per a la Independència Total d'Angola (UNITA), fundada el 1966. Després de molts anys de conflicte que va afeblir totes les parts insurgents, Angola va obtenir la seva independència l'11 de novembre de 1975, després del cop d'estat de 1974 a Lisboa, que va enderrocar el règim portuguès encapçalat per Marcelo Caetano.
Va esclatar immediatament una lluita pel poder entre els tres moviments nacionalistes. Els esdeveniments van provocar un èxode massiu de ciutadans portuguesos, creant fins 300.000 refugiats indigents portuguesos, coneguts com a retornats. El nou govern portuguès va tractar de fer de mitjancer en un acord entre els tres moviments en competència, que inicialment van acordar els moviments, però més tard no van estar d'acord. Després de la seva independència al novembre de 1975, Angola va patir una devastadora guerra civil que va durar algunes dècades. Es va cobrar milions de vides i va provocar molts refugiats; no va acabar fins a 2002.

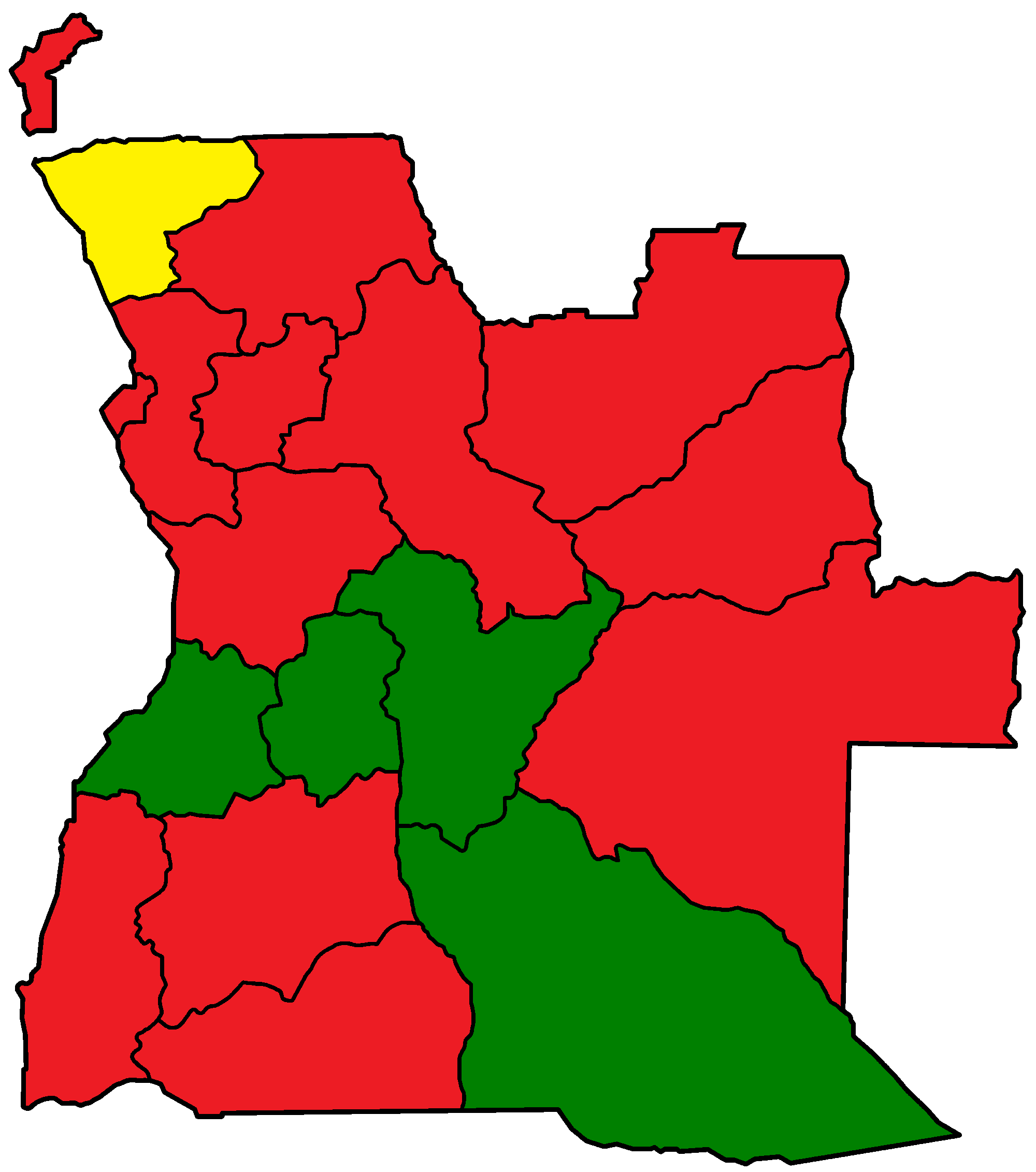
Mapa de resultats de les eleccions

El MPLA va guanyar el control de Luanda i gran part de la resta del país. Amb el suport dels Estats Units, Zaire i Sud-àfrica van intervenir militarment a favor de FNLA i la UNITA amb la intenció de prendre Luanda abans de la declaració d'independència. En resposta, Cuba va intervenir a favor del MPLA, que va esdevenir un punt calent de la Guerra Freda. Amb el suport de Cuba, el MPLA va controlar Luanda i va declarar la seva independència l'11 de novembre de 1975, nomenant Agostinho Neto primer president, tot i que la guerra civil va continuar. Jose Eduardo dos Santos va guanyar les eleccions de 1980 i 1986 i esdevingué el primer president elegit del país. La guerra civil va continuar entre MPLA i UNITA amb implicacions internacionals. Hi va haver un acord d'alto el foc durant l'any 1989 amb el líder d'UNITA, Jonas Savimbi, però es va ensorrar poc després. Com a part dels seus esforços per la pau, el MLPA va abandonar el marxisme-leninisme i va adoptar el socialisme. Durant el maig de 1991, Dos Santos i Savimbi van signar un acord de la democràcia multipartidista a Lisboa.

## Conducta
El registre de votants es va dur a terme entre el 20 de maig i el 31 de juliol i el Consell Nacional Electoral va inscriure un total de 4.828.468 votants elegibles. La campanya va ser intensa per parat dels dos dels principals partits; UNITA va fer campanya en contra de la influència colonial de Portugal i va proposar una configuració nativa. Les eleccions van ser supervisades per 800 representants de la Primera i Segona Missió de Verificació de les Nacions Unides a Angola.

## Resultats
La participació electoral va ser del 75 per cent del cens, amb l'ONU transportant per aire persones de zones remotes als centres de votació. Els primers recomptes indicaren que el MPLA guanyava a la majoria de les circumscripcions; UNITA va rebutjar immediatament el resultat i va treure les seves forces de les tropes combinades de l'exèrcit i va començar a preparar-se per la guerra. El Consell Nacional Electoral va retardar l'anunci dels resultats més enllà del límit prescrit de vuit dies i va anunciar els resultats el 17 d'octubre de 1992.

### President

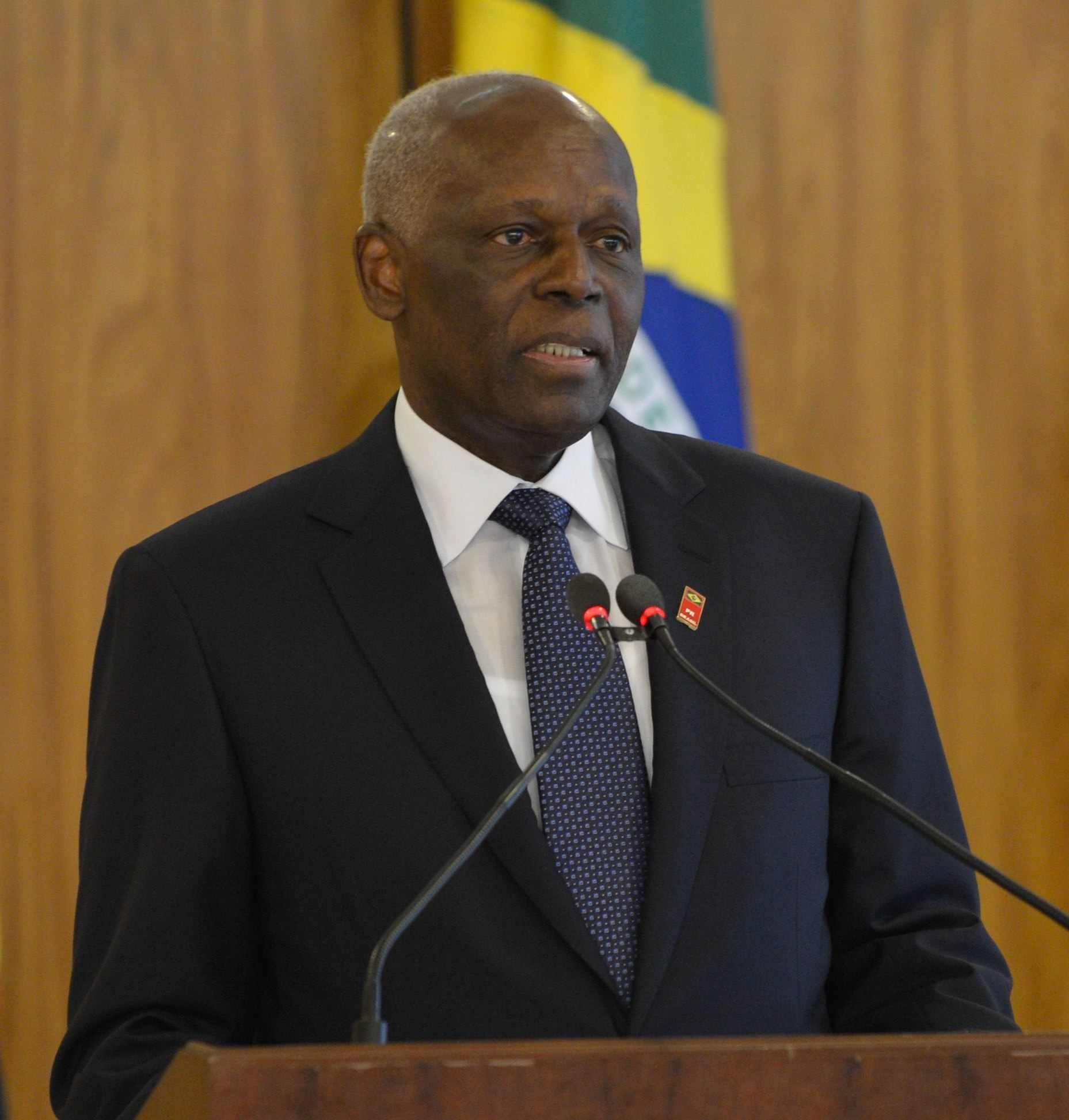
José Eduardo dos Santos qui va guanyar novament les eleccions

| Candidat                         | Partit                          | Vots      | %     |
| -------------------------------- | ------------------------------- | --------- | ----- |
| José Eduardo dos Santos          | MPLA                            | 1.953.335 | 49,57 |
| Jonas Savimbi                    | UNITA                           | 1.579.298 | 40,07 |
| António Alberto Neto             | Partit Democràtic Angolès       | 85.249    | 2,16  |
| Holden Roberto                   | FLNA                            | 83.135    | 2,11  |
| Honorato Lando                   | Partit Liberal Democràtic       | 75.789    | 1,92  |
| Luís dos Passos                  | Partit Renovador Democràtic     | 58.121    | 1,47  |
| Bengui Pedro João                | Partit Social Demòcrata         | 38.243    | 0,97  |
| Simão Cacete                     | Front per la Democràcia         | 26.385    | 0,67  |
| Daniel Chipenda                  | Independent                     | 20.845    | 0,52  |
| Anália de Victória Pereira       | Partit Liberal Democràtic       | 11.475    | 0,29  |
| Rui Pereira                      | Partit de Renovació Social      | 9.208     | 0,23  |
| Vots nuls/en blanc               | Vots nuls/en blanc              | 460.455   | –     |
| Total                            | Total                           | 4.401.339 | 100   |
| Votants registrats/participació  | Votants registrats/participació | 4.828.468 | 91,2  |
| Font: African Elections Database |                                 |           |       |

### Assemblea Nacional
En total 12 partits van obtenir representació, mentre que el MPLA va obtenir el 54 % dels vots i 129 dels 220 escons i UNITA en va obtenir 70. La primera sessió del parlament multipartidista va tenir lloc el 26 d'octubre de 1992 però fou boicotejada pels membres d'UNITA.
| Partit                                                    | Vots      | %     | Escons |
| --------------------------------------------------------- | --------- | ----- | ------ |
| MPLA                                                      | 2,124,126 | 53.74 | 129    |
| UNITA                                                     | 1,347,636 | 34.10 | 70     |
| FNLA                                                      | 94,742    | 2.40  | 5      |
| Partit Liberal Democràtic                                 | 94,269    | 2.39  | 3      |
| Partit de Renovació Social                                | 89,875    | 2.27  | 6      |
| Partit Renovador Democràtic                               | 35,293    | 0.89  | 1      |
| Angola Democràtica – Coalició                             | 34,166    | 0.86  | 1      |
| Partit Social Demòcrata                                   | 33,088    | 0.84  | 1      |
| PAJOCA                                                    | 13,924    | 0.35  | 1      |
| Fòrum Democràtic Angolès                                  | 12,038    | 0.30  | 1      |
| Partit Democràtic pel Progrés – Aliança Nacional Angolesa | 10,608    | 0.27  | 1      |
| Partit Nacional Democràtic Angolès                        | 10,281    | 0.26  | 1      |
| Convenció Nacional Democràtica d'Angola                   | 10,237    | 0.26  | 0      |
| Partit Social Democràtic d'Angola                         | 10,217    | 0.26  | 0      |
| Partit Independent Angolès                                | 9,007     | 0.23  | 0      |
| Partit Liberal Democràtic d'Angola                        | 8,025     | 0.20  | 0      |
| Partit Democràtic d'Angola                                | 8,014     | 0.20  | 0      |
| Partit de la Renovació Angolesa                           | 6,719     | 0.17  | 0      |
| Nuls/en blanc                                             | 458,310   | –     | –      |
| Total                                                     | 4,410,575 | 100   | 220    |
| Votants registrats/participació                           | 4,828,468 | 91.3  | –      |
| Font: African Elections Database                          |           |       |        |

## Conseqüències
El MPLA va guanyar les dues eleccions, però els vuit partits de l'oposició, en particular UNITA, van rebutjar els resultats com a fraudulents. Un observador oficial va escriure que hi havia poca supervisió de l'ONU, que 500.000 electors d'UNITA van ser privats dels seus drets i que hi havia 100 centres de votació clandestins. UNITA va enviar negociadors a la capital, però alhora es preparava per reprendre la guerra civil. Com a conseqüència, les hostilitats van esclatar a Luanda i immediatament es van estendre a altres parts del país. Algunes desenes de milers membres o partidaris d'UNITA van ser assassinats a tot el país per les forces del MPLA en pocs dies, en el que es coneix com a massacre de Halloween. La guerra va continuar immediatament.
Segons la Constitució aprovada el 1992, el fracàs de qualsevol candidat en obtenir més del 50 per cent dels vots significava que caldria una segona volta, amb José Eduardo dos Santos i Jonas Savimbi com a candidats únics. No obstant això, Savimbi va dir que les eleccions no havien estat lliures ni justes i es va negar a participar en la segona ronda. A causa de la guerra civil, la segona volta mai va tenir lloc, i dos Santos va continuar com a president, fins i tot sense la legitimació democràtica constitucionalment necessària. Dos Santos va assumir el càrrec per al tercer mandat continu com a President el 2 de desembre de 1992 i nomenà Marcolino Moco com a nou primer ministre d'Angola. La majoria dels ministeris se'ls va quedar el MPLA, alhora que es va oferir a UNITA sis carteres, que només va ser acceptades més tard. Va haver-hi quatre carteres assignades a altres partits.